# Пуэрто-Рико на летних Олимпийских играх 2012
Пуэрто-Рико на летних Олимпийских играх 2012 было представлено в восьми видах спорта.

## Медалисты

### Серебро
| Серебро |                |                                    |
| №       | Спортсмены     | Вид спорта (дисциплина)            |
| 1       | Хайме Эспиналь | Вольная борьба (мужчины, до 84 кг) |

### Бронза
| Бронза |                |                                                          |
| №      | Спортсмены     | Вид спорта (дисциплина)                                  |
| 1      | Хавьер Кульсон | Лёгкая атлетика (мужчины, бег на 400 метров с барьерами) |

## Результаты соревнований

### Бокс
Мужчины
| Соревнование             | Спортсмены                   | 1-й раунд                     | 2-й раунд                      | Четвертьфинал        | Полуфинал            | Финал              |
| Соревнование             | Спортсмены                   | Соперник Результат            | Соперник Результат             | Соперник Результат   | Соперник Результат   | Соперник Результат |
| ------------------------ | ---------------------------- | ----------------------------- | ------------------------------ | -------------------- | -------------------- | ------------------ |
| до 49 кг                 |                              |                               |                                |                      |                      |                    |
| Хантони Ортис            | Сулеману Тетте (GHA) В 20-6  | Давид Айрапетян (RUS) П 13-15 | Завершил выступление           | Завершил выступление | Завершил выступление |                    |
| до 52 кг                 |                              |                               |                                |                      |                      |                    |
| Хейвьер Синтрон          | Отенг Отенг (BOT) В 14-12    | Жулиан Нету (BRA) В 18-13     | Михаил Алоян (RUS) П 13-23     | Завершил выступление | Завершил выступление |                    |
| до 60 кг                 |                              |                               |                                |                      |                      |                    |
| Феликс Вердехо           | Хуан Уэртас (PAN) В 11-5     | Ахмед Меджри (TUN) В 16-7     | Василий Ломаченко (UKR) П 9-14 | Завершил выступление | Завершил выступление |                    |
| до 64 кг                 |                              |                               |                                |                      |                      |                    |
| Франсиско Варгас Рамирес | Энтони Игит (SWE) П 9-13     | Завершил выступление          | Завершил выступление           | Завершил выступление | Завершил выступление |                    |
| до 75 кг                 |                              |                               |                                |                      |                      |                    |
| Энрике Кольясо           | Штефан Хертель (GER) П 10-18 | Завершил выступление          | Завершил выступление           | Завершил выступление | Завершил выступление |                    |

### Борьба
Мужчины
Вольная борьба
| Соревнование | Спортсмены      | Первый раунд        | Второй раунд         | Четвертьфинал                 | Полуфинал                        | Финал                | Место |
| Соревнование | Спортсмены      | Соперник Результат  | Соперник Результат   | Соперник Результат            | Соперник Результат               | Соперник Результат   | Место |
| ------------ | --------------- | ------------------- | -------------------- | ----------------------------- | -------------------------------- | -------------------- | ----- |
| до 60 кг     | Франклин Гомес  | Кудухов (RUS) П 1–3 | завершил выступление | утешительный Дутт (IND) П 0–3 | завершил выступление             | завершил выступление |       |
| до 74 кг     | Франциско Солер | не участвовал       | Барроуз (USA) П 0–3  | завершил выступление          | утешительный Джентри (CAN) П 0–3 | завершил выступление |       |
| до 84 кг     | Хайме Эспиналь  | не участвовал       | Дик (NGR) В 3–1      | Марсагишвили (GEO) В 3–1      | Гатциев (BLR) В 3–1              | Шарифов (AZE) П 0–3  | 2     |

### Водные виды спорта

#### Прыжки в воду
Женщины
| Соревнование      | Спортсмены | Предварительный раунд | Предварительный раунд | Полуфинал | Полуфинал | Финал     | Финал |
| Соревнование      | Спортсмены | Результат             | Место                 | Результат | Место     | Результат | Место |
| ----------------- | ---------- | --------------------- | --------------------- | --------- | --------- | --------- | ----- |
| Трамплин, 3 метра |            |                       |                       |           |           |           |       |

### Гимнастика

#### Спортивная гимнастика
Мужчины
| Соревнование          | Спортсмен | Вольные упражнения | Вольные упражнения | Опорный прыжок | Опорный прыжок | Брусья | Брусья | Перекладина | Перекладина | Кольца | Кольца | Конь | Конь  | Абсолютное первенство | Абсолютное первенство |
| Соревнование          | Спортсмен | Очки               | Место              | Очки           | Место          | Очки   | Место  | Очки        | Место       | Очки   | Место  | Очки | Место | Очки                  | Место                 |
| --------------------- | --------- | ------------------ | ------------------ | -------------- | -------------- | ------ | ------ | ----------- | ----------- | ------ | ------ | ---- | ----- | --------------------- | --------------------- |
| абсолютное первенство |           |                    |                    |                |                |        |        |             |             |        |        |      |       |                       |                       |

Женщины
| Соревнование          | Спортсмен | Вольные упражнения | Вольные упражнения | Бревно | Бревно | Брусья | Брусья | Опорный прыжок | Опорный прыжок | Абсолютное первенство | Абсолютное первенство |
| Соревнование          | Спортсмен | Очки               | Место              | Очки   | Место  | Очки   | Место  | Очки           | Место          | Очки                  | Место                 |
| --------------------- | --------- | ------------------ | ------------------ | ------ | ------ | ------ | ------ | -------------- | -------------- | --------------------- | --------------------- |
| абсолютное первенство |           |                    |                    |        |        |        |        |                |                |                       |                       |

### Дзюдо
Женщины
| Соревнование | Спортсмен | Предварительный раунд | 1/32               | 1/16               | Четвертьфиналы     | Полуфиналы         | Финал              | Первый утешительный раунд | Утешительный четвертьфинал | Утешительный полуфинал | За 3 место Финал   |
| Соревнование | Спортсмен | Соперник Результат    | Соперник Результат | Соперник Результат | Соперник Результат | Соперник Результат | Соперник Результат | Соперник Результат        | Соперник Результат         | Соперник Результат     | Соперник Результат |
| ------------ | --------- | --------------------- | ------------------ | ------------------ | ------------------ | ------------------ | ------------------ | ------------------------- | -------------------------- | ---------------------- | ------------------ |
| свыше 78 кг  |           |                       |                    |                    |                    |                    |                    |                           |                            |                        |                    |

### Лёгкая атлетика
Спортсменов —
Мужчины
| Дисциплина | Спортсмен      | Предварительный раунд | Предварительный раунд | Четвертьфиналы | Четвертьфиналы | Полуфиналы | Полуфиналы | Финал     | Финал |
| Дисциплина | Спортсмен      | Результат             | Место                 | Результат      | Место          | Результат  | Место      | Результат | Место |
| ---------- | -------------- | --------------------- | --------------------- | -------------- | -------------- | ---------- | ---------- | --------- | ----- |
| 100 м      |                |                       |                       |                |                |            |            |           |       |
| 800 м      |                |                       |                       |                |                |            |            |           |       |
| 1500 м     |                |                       |                       |                |                |            |            |           |       |
| 110 м с/б  |                |                       |                       |                |                |            |            |           |       |
|            |                |                       |                       |                |                |            |            |           |       |
| 400 м с/б  | Хавьер Кульсон |                       |                       |                |                |            |            |           |       |
| 400 м с/б  |                |                       |                       |                |                |            |            |           |       |
| 400 м с/б  |                |                       |                       |                |                |            |            |           |       |

Женщины
| Дисциплина  | Спортсмен | Предварительный раунд | Предварительный раунд | Четвертьфиналы | Четвертьфиналы | Полуфиналы | Полуфиналы | Финал     | Финал |
| Дисциплина  | Спортсмен | Результат             | Место                 | Результат      | Место          | Результат  | Место      | Результат | Место |
| ----------- | --------- | --------------------- | --------------------- | -------------- | -------------- | ---------- | ---------- | --------- | ----- |
| 400 м       |           |                       |                       |                |                |            |            |           |       |
| 3 000 м с/п |           |                       |                       |                |                |            |            |           |       |

### Тяжёлая атлетика
Спортсменов — 1
Женщины
| Категория | Спортсмен   | Вес   | Рывок | Рывок | Рывок | Толчок | Толчок | Толчок | Всего | Место |
| Категория | Спортсмен   | Вес   | 1     | 2     | 3     | 1      | 2      | 3      | Всего | Место |
| --------- | ----------- | ----- | ----- | ----- | ----- | ------ | ------ | ------ | ----- | ----- |
| до 48 кг  | Лели Бургос | 47.61 | 65    | 70    | 70    | 97     | 92     | 92     | 157   | 11    |